# آن كوتن
آن كوتن (Ann Cotten) (ولدت في عام 1982 في إيمس في ولاية أياوا الأمريكية) هي أديبة ألمانية من أصل أمريكي.
انتقلت كوتن مع عائلتها إلى فيينا في عام 1987, حيث درست علوم اللغة الألمانية وحصلت على دبلوم عن رسالتها حول الشعر الواقعي لجماعة فيينا الأدبية. وهي تعمل منذ ذلك الحين كاتبة مترجمة في برلين, وقد حصلت على درجة الدكتوراه حول يوهان كارل فيتسل.
وهي عضو في البرنامج الأدبي على الإنترنت المسمى Forum der 13, كما أنها اشتركت في عام 2007 في حلقة النقاش الشعري لـ Bella triste. ونشرت في نفس العام كتابها الأول الذي استقبل بحفاوة من جانب النقاد وهو بعنوان Fremdwörterbuchsonette وصدر عن دار نشر زوركامب Suhrkamp.
حصلت آن كوتن على عدة جوائز منها: جائزة كليمنس برينتانو عام 2008, وجائزة راينهارد بريسنيتس عام 2007.

## روابط خارجية
- آن كوتن على موقع مونزينجر (الألمانية)
- آن كوتن على موقع ميوزك برينز (الإنجليزية)
- آن كوتن على موقع ديسكوغز (الإنجليزية)

1. ↑  Heinz Ludwig Arnold; Hermann Korte (eds.), Kritisches Lexikon zur deutschsprachigen Gegenwartsliteratur | Ann Cotten (بالألمانية), QID:Q1789517
2. ↑   https://oe1.orf.at/artikel/213995/Ann-Cotten. {{استشهاد ويب}}: |url= بحاجة لعنوان (مساعدة) والوسيط |title= غير موجود أو فارغ (من ويكي بيانات) (مساعدة)
3. ↑   https://buecher.at/christine-lavant-preis-2024-ann-cotten/. {{استشهاد ويب}}: |url= بحاجة لعنوان (مساعدة) والوسيط |title= غير موجود أو فارغ (من ويكي بيانات) (مساعدة)